# Piemont-Kreuzlabkraut
Das Piemont-Kreuzlabkraut (Cruciata pedemontana), auch Piemonteser Kreuzlabkraut genannt, ist eine Pflanzenart aus der Gattung Kreuzlabkräuter (Cruciata) innerhalb der Familie der Rötegewächse (Rubiaceae).

## Beschreibung

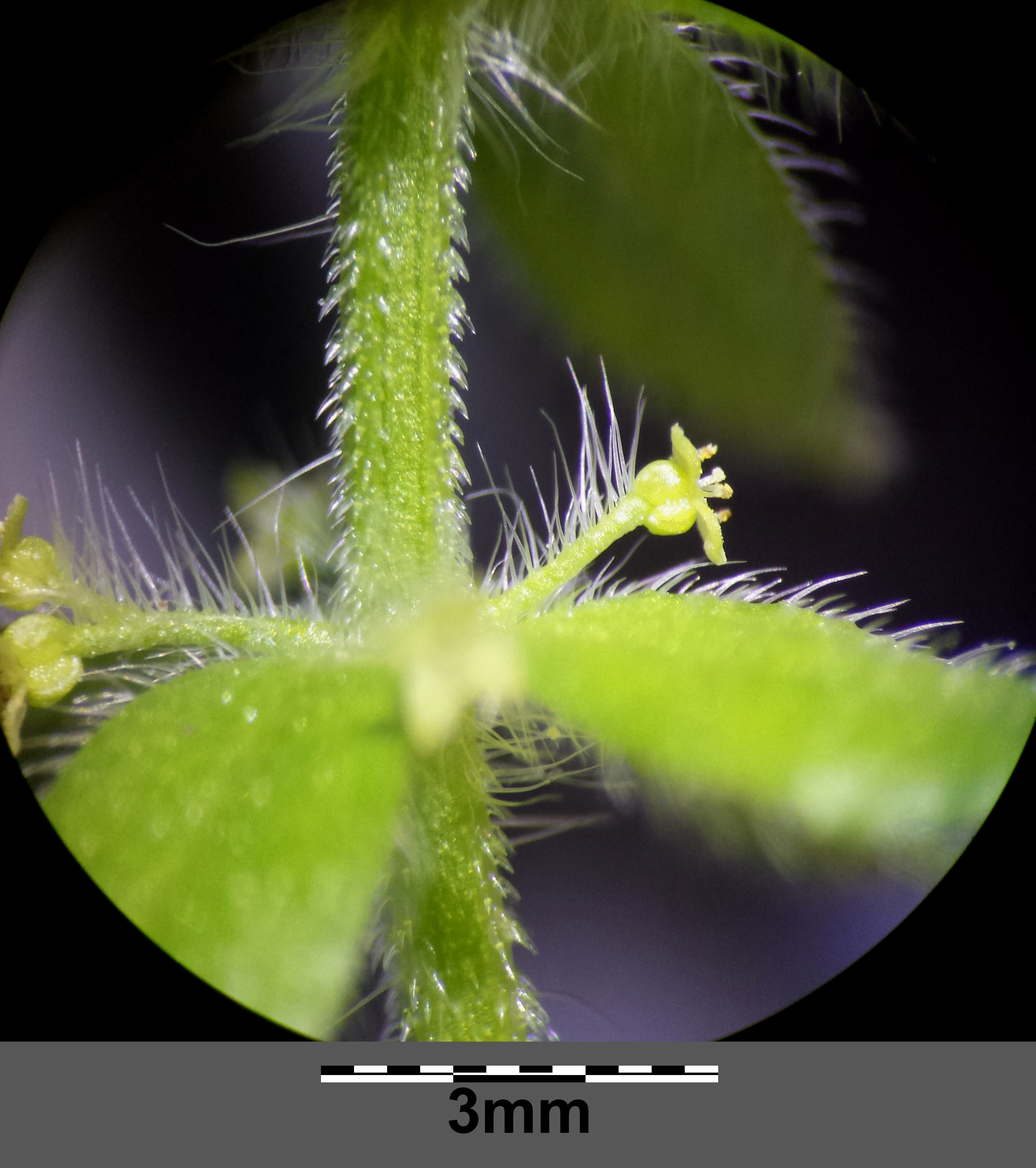
Stängel und Laubblätter sind dicht abstehend behaart.

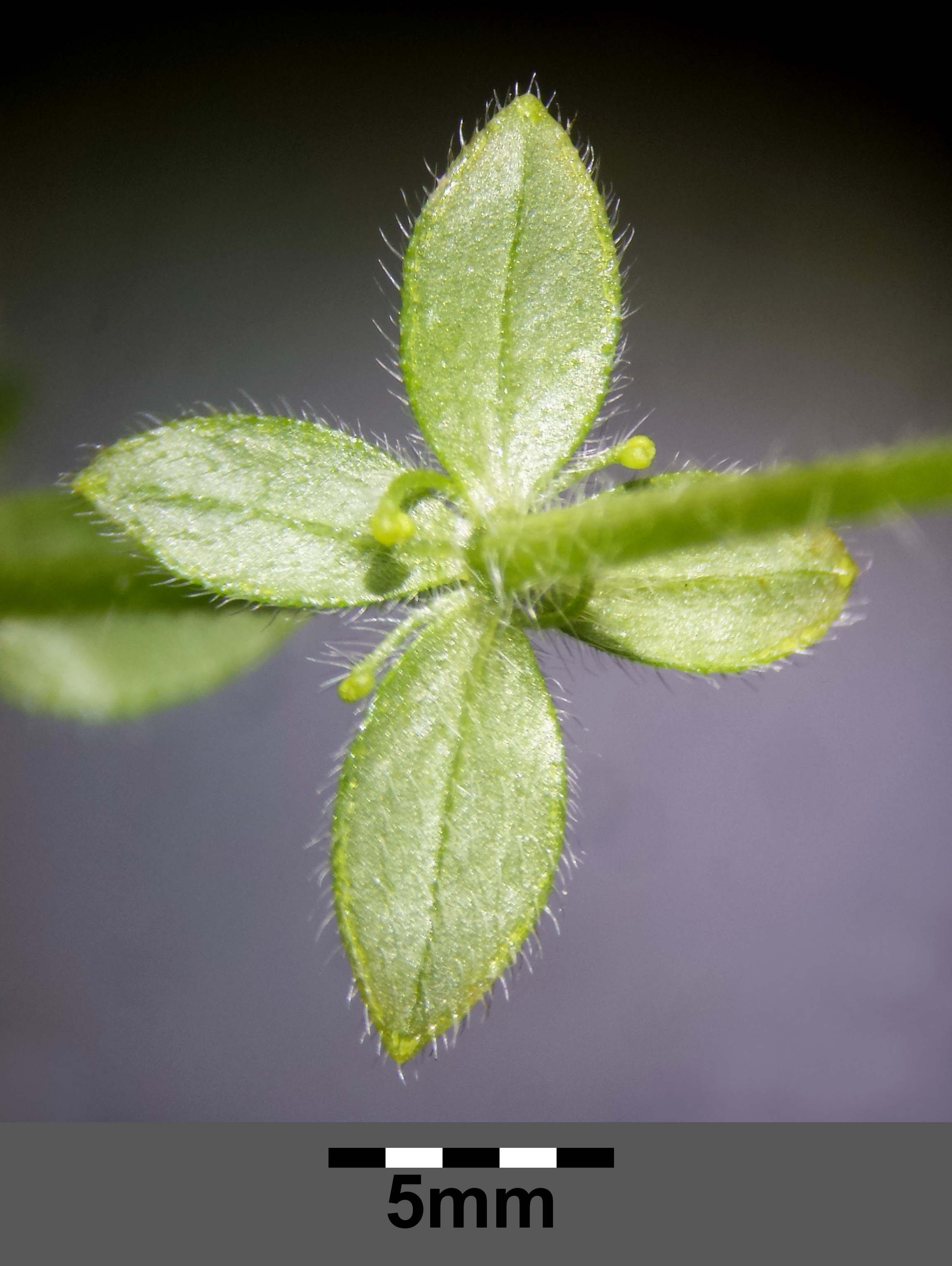
Die Laubblätter weisen nur einen deutlichen Mittelnerv auf.

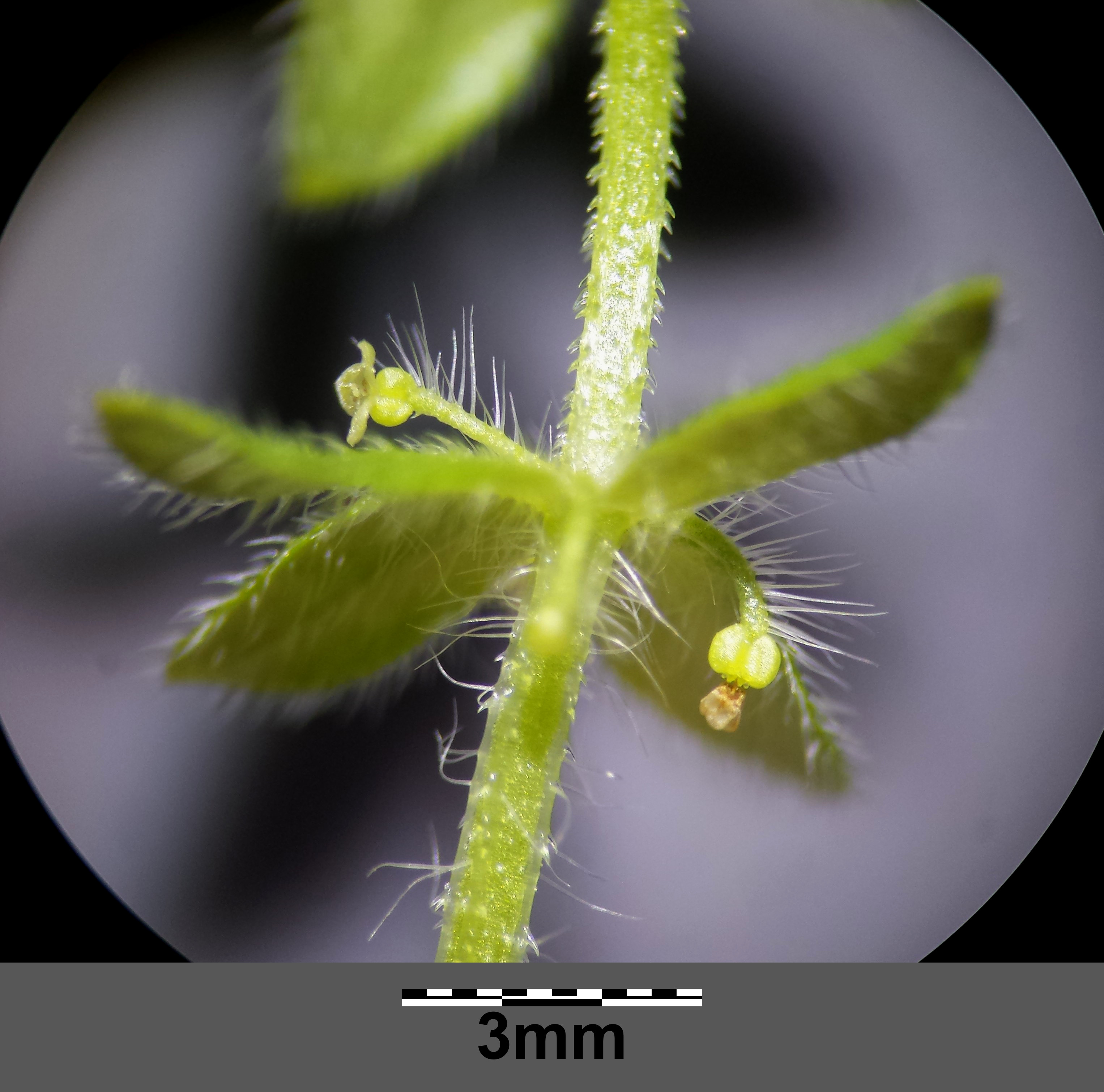
Die Fruchtstiele (rechts) sind stark nach unten gekrümmt.

### Vegetative Merkmale
Das Piemont-Kreuzlabkraut ist eine einjährige krautige Pflanze, die Wuchshöhen von meist 10 bis 35 Zentimetern erreicht. Der Stängel und die Laubblätter sind mehr oder weniger dicht abstehend behaart. Die ganzrandigen Laubblätter sind scheinbar in vierzähligen Quirlen angeordnet, tatsächlich jedoch gegenständig und die Nebenblätter den Laubblattspreiten gleichgestaltet. Die mittleren Laubblätter  sind 0,4 bis 1 Zentimeter lang und weisen einen deutlichen Mittellängsnerv und zwei bis vier undeutliche seitliche Längsnerven auf.

### Generative Merkmale
Die Blütezeit des Piemont-Kreuzlabkrauts reicht in Mitteleuropa von April bis Mai. Die seitenständigen, in den Laubblattquirlen sitzenden Teilblütenstände, sind kürzer als ihr Tragblatt und ohne Hochblätter. Die gestielten Blüten sind radiärsymmetrisch und zwittrig. Der Kelch ist undeutlich bis fehlend. Die blassgelbgrüne Krone misst 0,5 bis 1 mm im Durchmesser und weist vier, teilweise auch drei oder fünf Zipfel auf, die länger als die Kronröhre sind. In einer Blüte sind vier Staubblätter sowie ein unterständiger, zweifächriger Fruchtknoten mit zwei Griffeln vorhanden.
Die Frucht ist eine trockene, ledrige Spaltfrucht. Die Fruchtstiele sind stark nach unten gekrümmt.
Die Chromosomenzahl beträgt 2n = 18.

## Ökologie
Beim Piemont-Kreuzlabkraut handelt es sich um einen Therophyten, der die ungünstige Jahreszeit als Same im Boden überdauert.

## Verbreitung
Das Verbreitungsgebiet des Piemont-Kreuzlabkrauts umfasst Europa bis West- und Zentralasien und Marokko.
Cruciata pedemontana hat ein submediterranes Hauptverbreitungsgebiet und tritt vor allem in den Ländern nördlich des Mittelmeeres auf. Im deutschsprachigen Raum ist das Piemont-Kreuzlabkraut nur in Österreich, Südtirol und in der Schweiz indigen.
In Österreich tritt das Piemont-Kreuzlabkraut nur im pannonischen Gebiet in den Bundesländern Wien, Niederösterreich und dem Burgenland selten auf lückigen Trockenrasen, sandigen Böschungen und Gebüschsäumen in der collinen bis möglicherweise in die submontane Höhenstufe auf. Diese Art gilt in Österreich als gefährdet.

## Systematik
Die Erstveröffentlichung erfolgte 1788 unter dem Namen (Basionym) Valantia pedemontana durch Carlo Antonio Lodovico Bellardi. Die Neukombination zu Cruciata pedemontana (Bellardi) Ehrend. wurde 1958 durch Friedrich Ehrendorfer in Notes from the Royal Botanic Garden Edinburgh, Volume 22, S. 396 veröffentlicht. Weitere Synonyme für Cruciata pedemontana (Bellardi) Ehrend. sind: Galium pedemontanum (Bellardi) All., Galium retrorsum DC.
In der Tribus Rubieae sind von Cruciata die nächst verwandten Gattungen Valantia und Galium, zu der auch der Waldmeister (Galium odoratum) gehört.